# Semiremorcă

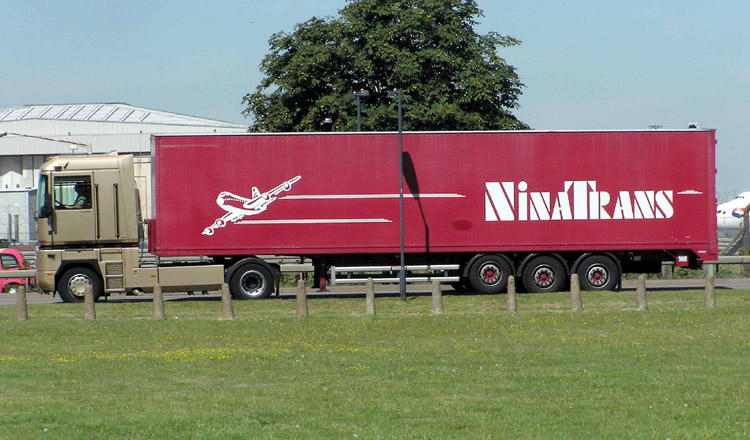
Un tractor cu o semiremorcă

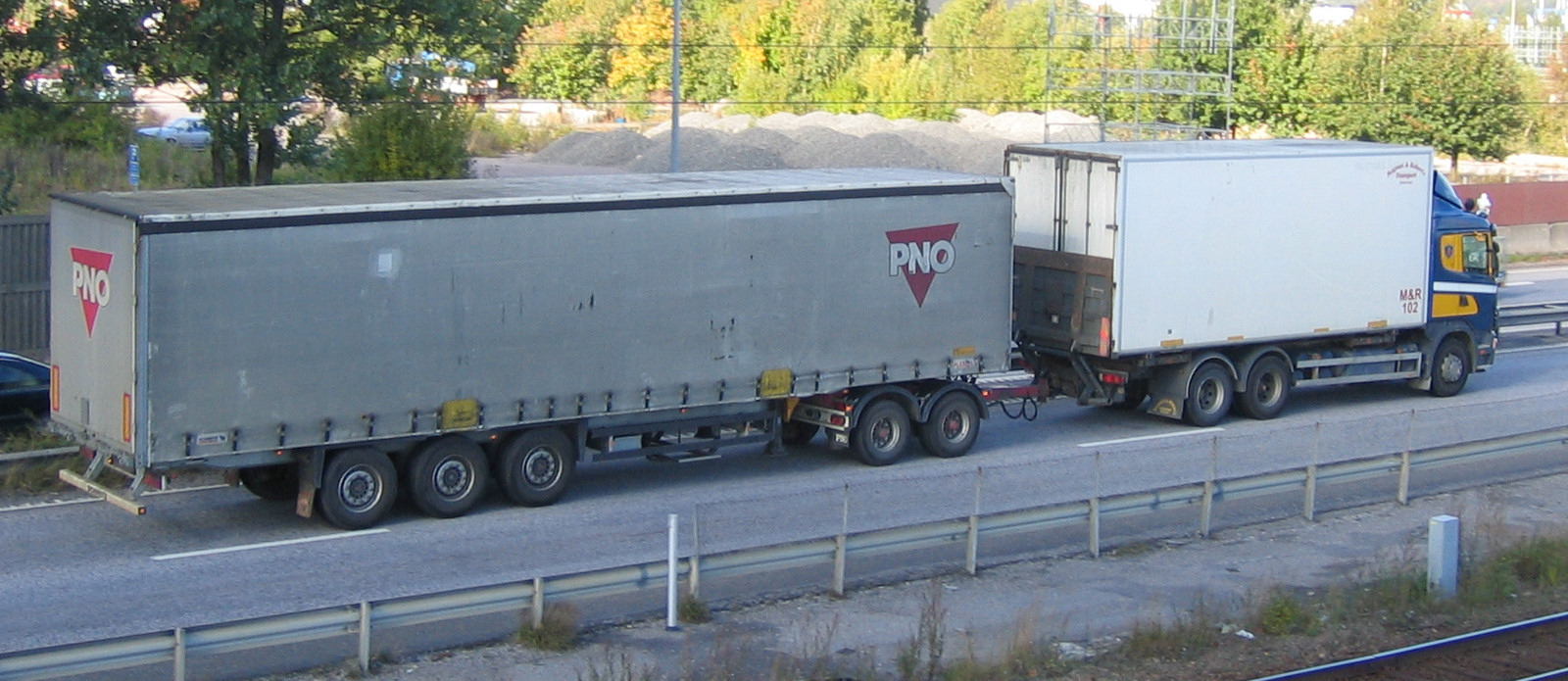
Un camion cu o semiremorcă tractată

O semiremorcă este o remorcă cu o singură osie, a cărei parte frontală se sprijină pe partea din spate a vehiculului motor. O mare parte din greutatea unei semiremorci este susținută de un tractor sau de un ansamblu detașabil al punții față, cunoscut sub numele de "dolly", sau de coada unei alte remorci.